# Viatge fantàstic
Viatge fantàstic (títol original en anglès Fantastic Voyage) és una pel·lícula de ciència-ficció d'aventures estatunidenca del 1966 dirigida per Richard Fleischer i escrita per Harry Kleiner, basat en una història d'Otto Klement i Jerome Bixby. La pel·lícula tracta sobre una tripulació d'un submarí que es redueix a una mida microscòpica i s'aventura al cos d'un científic ferit per reparar els danys al seu cervell. Kleiner ho va abandonar tot menys el concepte de miniaturització i va afegir un element de la Guerra Freda. La pel·lícula fou protagonitzada per Stephen Boyd, Raquel Welch, Edmond O'Brien, Donald Pleasence i Arthur Kennedy. Ha estat doblada al català.
Bantam Books va obtenir els drets d'una novel·lació de butxaca basada en el guió i es va apropar a Isaac Asimov per escriure'l.
Com que la novel·la es va estrenar sis mesos abans de la pel·lícula, molta gent creia erròniament que la pel·lícula es basava en el llibre d'Asimov. El seu disseny de producció modern i imaginatiu va rebre cinc nominacions als Premis Oscar de 1966 principalment en departaments tècnics, guanyant els de Millors Efectes Visuals i el Millor Direcció d'art en color.
La pel·lícula va utilitzar el concepte de miniaturització a la ciència-ficció juntament amb The Incredible Shrinking Man i va inspirar una sèrie de televisió del mateix nom.

## Argument
Els Estats Units i la Unió Soviètica han desenvolupat tecnologia que pot miniaturitzar la matèria reduint àtoms individuals, però només durant una hora.
Un científic, el Dr. Jan Benes, que treballa darrere del Teló d'acer, ha descobert com fer que el procés funcioni indefinidament. Amb l'ajuda d'agents d'intel·ligència estatunidencs, inclòs l'agent Charles Grant, s'escapa a l'oest i arriba a Nova York, però un intent d'assassinat el deixa en coma amb un coàgul de sang al seu cervell que cap cirurgia pot treure de l'exterior.
Per salvar-li la vida, Grant, pilot de la Marina, el capità Bill Owens, el cap mèdic i especialista en circulació Dr. Michaels, el cirurgià Dr. Peter Duval i la seva ajudant Cora Peterson són col·locats a bord d'un submarí d'ictiologia de la Marina a les instal·lacions de les Forces dissuasives en miniatura combinades. El submarí, anomenat Proteus, es miniaturitza a "aproximadament la mida d'un microbi" i s'injecta al cos de Benes. L'equip té 60 minuts per agafar i treure el coàgul; després d'això, Proteus i la seva tripulació començaran a tornar a la seva mida normal, es tornaran vulnerables al sistema immunitari de Benes i mataran a Benes.
La tripulació s'enfronta a molts obstacles durant la missió. Una fístula arteriovenosa no detectada els obliga a desviar-se pel cor, on s'ha d'induir una parada cardíaca per, en el millor dels casos, reduir la turbulència que seria prou forta com per destruir Proteus. A mesura que la tripulació s'enfronta a una pèrdua inexplicable d'oxigen i ha de reposar el seu subministrament als pulmons, Grant descobreix que el làser quirúrgic necessari per destruir el coàgul va ser danyat per la turbulència del cor, ja que no estava tancat com ho havis estat abans: això i el fet que la línia de seguretat s'han deixat anar mentre la tripulació omplia el subministrament d'aire fan que Grant comenci a sospitar que hi ha un sabotejador. La tripulació ha de canibalitzar la seva ràdio sense fil per reparar el làser, tallant tota comunicació i guia des de l'exterior, tot i que com que el submarí té propulsió nuclear, els cirurgians i tècnics fora del cos de Benes encara poden seguir els seus moviments mitjançant un traçador radioactiu, cosa que permet al general Alan Carter i el coronel Donald Reid, els oficials a càrrec de la CMDF, descobrir les estratègies de la tripulació mentre s'obren pas pel cos. Aleshores, la tripulació es veu obligada a passar per l'orella interna, de manera que tot el personal exterior no fa soroll per evitar cops destructius, però mentre la tripulació està eliminant les fibres reticulars que obstrueixen les reixetes del submarí i fa que els motors s'escalfin, una eina quirúrgica caiguda fa que la tripulació sigui llançada i Peterson gairebé és mort per anticossos, però són capaços de tornar a bord del submarí a temps. Quan finalment arriben al coàgul, a la tripulació només li queden sis minuts per operar i després sortir del cos.
Abans de la missió, Grant havia estat informat que Duval era el principal sospitós com a possible assassí quirúrgic, però a mesura que avança la missió, comença a sospitar de Michaels. Durant la cirurgia, el Dr. Michaels noqueja Owens i pren el control de Proteus mentre la resta de la tripulació és fora per a l'operació. Quan Duval acaba d'eliminar el coàgul amb el làser, Michaels intenta estavellar el submarí a la mateixa zona del cervell de Benes per matar-lo. Grant dispara el làser a la nau, fent que s'allunyi i s'estavelli, i Michaels quedi atrapat a les restes amb els controls fixant-lo al seient, cosa que crida l'atenció dels glòbuls blancs. Mentre Grant salva l'Owens del Proteus, Michaels mor quan un glòbul blanc consumeix el vaixell. La tripulació restant neda ràpidament fins a un dels ulls de Benes i escapa per un conducte lacrimal uns segons abans de tornar a la mida normal.

## Repartiment
- Stephen Boyd com a Charles Grant, un agent de la CIA allistat per protegir Benes
- Raquel Welch com a Cora Peterson, l'assistent tècnica del Dr. Duval
- Edmond O'Brien com el general Alan Carter, un dels oficials a càrrec de les Forces de dissuasió en miniatura combinades
- Donald Pleasence com el Dr. Michaels, el cap mèdic del CMDF i un especialista en circulació van revelar més tard que era el sabotejador de la missió.
- Arthur O'Connell com el coronel Donald Reid, el comandant operatiu de les Forces de dissuasió en miniatura combinades
- William Redfield com el capità Bill Owens, un nord-americà Oficial de la Marina que va dissenyar el Proteus per al programa de recerca i desenvolupament de la seva branca
- Arthur Kennedy com el Dr. Peter Duval, un cirurgià cerebral de primer nivell es va allistar per fer la cirurgia a Benes
- Jean Del Val com el Dr. Jan Benes, el científic comatós que va perfeccionar la fórmula per a la miniaturització il·limitada
- Barry Coe com a ajuda de comunicacions
- Ken Scott com a agent del Servei secret
- Shelby Grant com a infermera
- James Brolin com a tècnic

## Producció
La pel·lícula va ser la idea original d'Otto Klement i Jerome Bixby. La van vendre a Fox, que va anunciar que la pel·lícula seria "la pel·lícula de ciència-ficció més cara que s'hagi fet mai". Richard Fleischer va ser assignat per dirigir i Saul David per produir; tots dos homes havien treballat abans a l'estudi. Fleischer havia estudiat originalment medicina i anatomia humana a la universitat abans d'escollir ser director de cinema. Harry Kleiner va ser contractat per treballar en el guió.
El pressupost es va fixar en 5 milions de dòlars. El pressupost va pujar a 6 milions de dòlars, dels quals 3 milions es van destinar als platós i 1 milió al metratge de prova.
El submarí Proteus es va construir com una peça de mida completa de 42 peus de llarg, vista per primera vegada a la sala de "miniaturitzadors" i més tard en escenes ambientades fora del pulmó i dins de l'oïda interna, quan es veia el repartiment "nedant" (en realitat suspesos per cables fora del submarí. La maqueta de Proteus a mida completa contenia tots els decorats interiors on es veuen els actors representar l'interior del submarí, amb seccions que es podien extreure per permetre que les càmeres i la tripulació filmessin l'interior. El submarí també es va construir en miniatura, incloent una gran miniatura d'uns cinc peus de llarg que es podia fer volar amb cables en els conjunts abstractes que representen l'interior del cos humà. Els conjunts de cor i cervell construïts per acomodar la miniatura de cinc peus van omplir un escenari sonor al lot Fox; aquests es van filmar "secs per mullats", amb elements flotants en forma de gotes destinats a ser cèl·lules sanguínies filmades per separat i compostes sobre el metratge. Es va construir una miniatura més petita de 18 polzades del Proteus per funcionar en líquid per a una foto del submarí que esclatava a través d'una paret arterial al principi de la pel·lícula. Es va fer una petita miniatura de Proteus d'uns quants centímetres de llargada per a la seqüència de miniaturització per mostrar que el vaixell era agafat per un "dispositiu de manipulació de precisió" i deixat caure en un gran cilindre de vidre que després es va miniaturitzar per convertir-se en part d'una xeringa que injectaria el Proteus al cervell lesionat del científic.
La pel·lícula va ser protagonitzada per Stephen Boyd, fent la seva primera pel·lícula de Hollywood en cinc anys. Va ser el primer paper a Fox per Raquel Welch, que va ser contractada amb l'estudi després de ser vista en un concurs de bellesa per la dona de David.
Per a l'elaboració tècnica i artística del tema, Fleischer va demanar la col·laboració de dues persones de la tripulació amb la qual havia treballat en la producció de 20,000 Leagues Under the Sea, la pel·lícula que va dirigir per a Walt Disney l'any 1954. El dissenyador del Nautilus de l'adaptació de Jules Verne, Harper Goff, també va dissenyar el Proteus; el mateix assessor tècnic, Fred Zendar, va col·laborar en ambdues produccions.
En un moment de la preproducció de la pel·lícula es va posicionar com una de les pel·lícules d'espionatge de Derek Flint protagonitzades per James Coburn, produïdes per 20th Century Fox i Saul David. Diverses pàgines de guió mostrades a les característiques addicionals del llançament en DVD del 2012 de Fantastic Voyage mostren el personatge de Grant de Stephen Boyd (qui, com Flint, és un agent secret) sent identificat com a Flint, i alguns dels enginys de Flint sobre no voler ser miniaturitzat sobreviuen a ser pronunciats pel Grant de Boyd a Fantastic Voyage. Anys més tard, l'actor còmic Mike Myers va proposar fer una entrega de les seves pròpies pel·lícules d'espionatge d'Austin Powers anomenades Shagtastic Voyage, en què Powers s'injectaria al cos del Dr. Evil.
El quarter general militar és 100 m x 30 m i el Proteus 14 m x 8 m. L'artèria, de resina i fibra de vidre, fa 33 m de llarg i 7 m d'ample; el cor fa 45 × 10 m i el cervell fa 70 × 33 m. L'efecte plasma va ser produït per l'operador en cap Ernest Laszlo mitjançant l'ús de llums giratoris multicolors, col·locats a l'exterior de decoracions translúcides.
"No hi ha precedents, així que hem de procedir per assaig i error", va dir David.
El llibre de Frederick Schodt The Astro Boy Essays: Osamu Tezuka, Mighty Atom, and the Manga/Anime Revolution afirma que Fox havia volgut utilitzar idees d'un episodi de l'animador japonès Osamu Tezuka Astro Boy a la pel·lícula, però mai no li va acreditar.
Isaac Asimov, a qui se li va demanar que escrivís la novel·lització a partir del guió, va declarar que el guió estava ple de forats argumentals i va rebre permís per escriure el llibre de la manera que ell volia. La novel·la va sortir primer perquè va escriure ràpidament i per retards en el rodatge.

## Problemes biològics i precisió
A la pel·lícula, la tripulació (a part del sabotejador) aconsegueix abandonar el cos de Benes amb seguretat abans de tornar a la mida normal, però el Proteus roman a dins, igual que les restes del cos del sabotejador (encara que digerides per un glòbul blanc) i diversos galons (escala completa) d'una solució portadora (presumiblement salina) utilitzada a la xeringa d'injecció. Isaac Asimov va assenyalar que es tractava d'un greu defecte lògic en la trama, ja que el submarí (encara que es reduís a trossos de runa) també tornaria a la mida normal, matant Benes en el procés. Per tant, en la seva novel·la, Asimov va fer que la tripulació provoqués la cèl·lula blanca perquè els seguissin, de manera que arrossegués el submarí fins al conducte lacrimal i les seves restes s'expandís fora del cos de Benes. Asimov va resoldre el problema del líquid de la xeringa fent que el personal injectés només una quantitat ínfima de líquid miniaturitzat a Benes, minimitzant el seu efecte sobre ell quan s'expandeix.

## Música
La partitura va ser composta i dirigida per Leonard Rosenman. El compositor deliberadament no va escriure música per als quatre primers rodets de la pel·lícula, abans que els protagonistes entressin al cos humà. Rosenman va escriure que "l'harmonia de tota la partitura és gairebé completament àtona, excepte al final, quan els nostres herois creixen a la normalitat".

## Recepció
La pel·lícula va rebre majoritàriament ressenyes positives i algunes crítiques. La revista setmanal d'entreteniment comercial Variety va donar a la pel·lícula una crítica positiva prèvia a l'estrena, afirmant: "La producció fastuosa, que compta amb uns efectes especials brillants i un esforç creatiu superior, és una excursió entretinguda i il·luminadora per l'espai interior: el cos d'un home." Bosley Crowther de The New York Times va escriure: "Sí, senyor, per ciència-ficció directa, aquesta és una pel·lícula bastant colorida i la més imaginativa des de Destination Moon" (1950). Richard Schickel de la revista Life va escriure que les recompenses serien "abundants" per al públic que superi l’ "autèntica cosa gran" de la incredulitat suspesa requerida. Va trobar que, tot i que els excel·lents efectes especials i escenografies podien distreure el propòsit científic de l'escenografia de la història, la "vella música familiar de la ciència-ficció" en nous arranjaments exuberants era una "autèntica delícia", i la serietat amb què el guionista Kleiner i el director Fleischer va tractar la història per fer-la més creïble i divertida. Schickel va prendre nota, però va rebutjar, les acusacions d'altres crítics sobre el "camp."
El 2022 la pel·lícula tenia una puntuació d'aprovació del 91% a l'agregador de ressenyes Rotten Tomatoes a partir de 33 ressenyes, amb una valoració mitjana de 7/10. El consens dels crítics del lloc web diu: "Els efectes especials poden estar una mica anticuats avui, però Fantastic Voyage encara aguanta bé com un viatge imaginatiu al cos humà."

### Taquilla
Segons els registres de Fox, la pel·lícula necessitava guanyar 9.400.000 dòlars en lloguers per arribar a l'equilibri i guanyar 8.880.000 dòlars, el que significa que inicialment va mostrar una lleugera pèrdua, però les vendes de televisió la van traslladar l’equilibri, i les vendes posteriors de vídeos domèstics van ser gairebé totalment beneficis.

### Premis i honors
La pel·lícula va guanyar dos Premis Oscar i va ser nominada a tres més:
- Premis Oscar (1966)

Guanya: Millor direcció artística – Color (Jack Martin Smith, Dale Hennesy, Walter M. Scott, Stuart A. Reiss)
Guanya: Millors efectes especials (Art Cruickshank)
Nominada: Millor fotografia (Ernest Laszlo)
Nominada: Millor muntatge (William B. Murphy)
Nominada: Millor disseny de so (Walter Rossi)